# Cassidoloma dorsoplanata
Cassidoloma dorsoplanata is een keversoort uit de familie Discolomatidae. De wetenschappelijke naam van de soort is voor het eerst geldig gepubliceerd in 1940 door John.